# Liste der Wappen mit dem Nürnberger Stadtwappen

Kleines Nürnberger Stadtwappen

Großes Nürnberger Stadtwappen

Diese Liste enthält Kommunalwappen, weitere Wappen und Logos, auf denen das Nürnberger Stadtwappen abgebildet ist.
Im Allgemeinen wird dabei das kleine Nürnberger Stadtwappen verwendet. Dies ist z. B. in den historischen Wappen der Ämter und Städte des ehemaligen Landgebietes der Reichsstadt Nürnberg der Fall. Bei neueren Wappen, die im 20. Jahrhundert entworfen wurden, wurde aber auch das Große Nürnberger Stadtwappen verwendet.

## Das Nürnberger Wappen in Wappen von Gebietskörperschaften und Verwaltungseinheiten
Legende zu den Spalten
- Status:

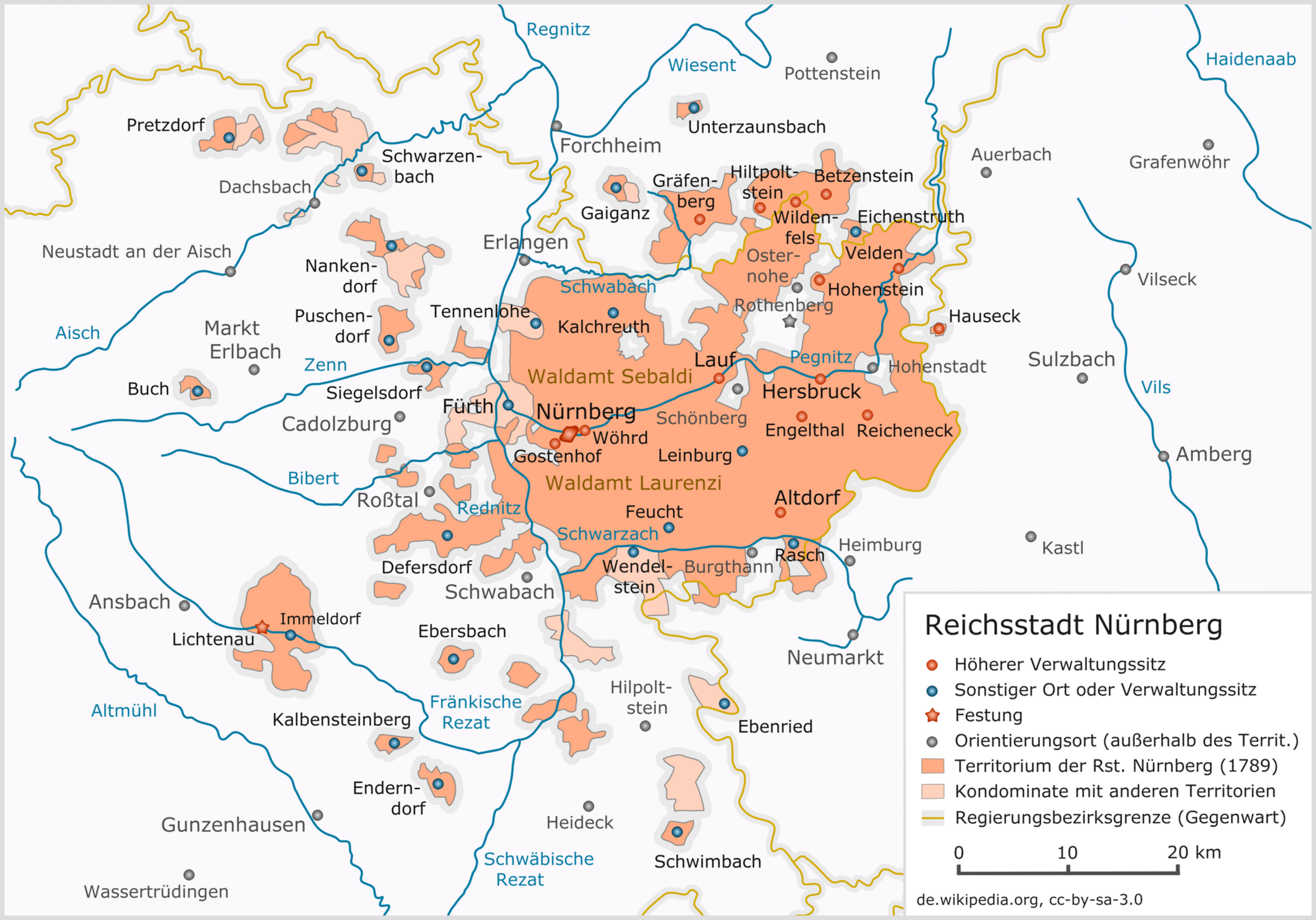
Im hier abgebildeten Landgebiete der ehemaligen Reichsstadt Nürnberg sind die Wappen mit dem Nürnberger Stadtwappen stark verbreitet

  - Bundesland = Land der Bundesrepublik Deutschland
  - ehem. Gem. = ehemalige Gemeinde
  - ehem. RB = ehemaliger Regierungsbezirk
  - höherer KV = höherer Kommunalverband
  - ehem. LK = ehemaliger Landkreis
  - Ortsteil = Gemeindeteil/Stadtteil/Ortsteil und andere Verwaltungseinheiten unterhalb der Gemeindeebene
  - VG = Verbandsgemeinde
- Besonderheiten:
  - Nur Angaben zu Abweichungen von der üblichen Abbildung bzw. Wikilinks auf eigenständige Wappenartikel

## Kleines Nürnberger Wappen
| Wappen | Status               | Name                       | VG / Kreis / Regierungsbezirk | Bundesland | Besonderheiten                                       |
| ------ | -------------------- | -------------------------- | ----------------------------- | ---------- | ---------------------------------------------------- |
|        | Landkreis            | Landkreis Nürnberger Land  | Mittelfranken                 | Bayern     | seit der bayerischen Gebietsreform 1972              |
|        | Landkreis            | Fürth                      | Mittelfranken                 | Bayern     | nur die Schrägteilung                                |
|        | ehemaliger Landkreis | Landkreis Hersbruck        | Mittelfranken                 | Bayern     | bis zur bayerischen Gebietsreform 1972               |
|        | ehemaliger Landkreis | Landkreis Lauf a.d.Pegnitz | Mittelfranken                 | Bayern     | bis zur bayerischen Gebietsreform 1972               |
|        | ehemaliger Landkreis | Landkreis Nürnberg         | Mittelfranken                 | Bayern     | bis zur bayerischen Gebietsreform 1972               |
|        | Gemeinde             | Alfeld                     | Nürnberger Land               | Bayern     | nur die Schrägteilung                                |
|        | Stadt                | Altdorf bei Nürnberg       | Nürnberger Land               | Bayern     | seit 1504, als Altdorf von der Pfalz zu Nürnberg kam |
|        | Stadt                | Betzenstein                | Bayreuth                      | Bayern     |                                                      |
|        | Gemeinde             | Engelthal                  | Nürnberger Land               | Bayern     | Wappen des ehemaligen Nürnberger Pfegamts Engelthal  |
|        | Stadt                | Gräfenberg                 | Forchheim                     | Bayern     |                                                      |
|        | Markt                | Hiltpoltstein              | Forchheim                     | Bayern     |                                                      |
|        | Stadt                | Lauf a.d.Pegnitz           | Nürnberger Land               | Bayern     |                                                      |
|        | Markt                | Lichtenau                  | Ansbach                       | Bayern     |                                                      |
|        | Gemeinde             | Neunkirchen a.Sand         | Nürnberger Land               | Bayern     | nur die Schrägteilung                                |
|        | Gemeinde             | Offenhausen                | Nürnberger Land               | Bayern     | nur die Schrägteilung                                |
|        | Gemeinde             | Ottensoos                  | Nürnberger Land               | Bayern     | nur die Schrägteilung                                |
|        | Gemeinde             | Puschendorf                | LK Fürth                      | Bayern     | nur der Adler am Spalt                               |
|        | Gemeinde             | Reichenschwand             | Nürnberger Land               | Bayern     | nur die Schrägteilung                                |
|        | Gemeinde             | Sachsen b.Ansbach          | Ansbach                       | Bayern     | nur der Adler am Spalt                               |
|        | Gemeinde             | Simmelsdorf                | Nürnberger Land               | Bayern     | nur der Adler am Spalt                               |
|        | Stadt                | Velden                     | Nürnberger Land               | Bayern     |                                                      |
|        | Gemeinde             | Vorra                      | Nürnberger Land               | Bayern     | nur der Adler am Spalt                               |

## Großes Nürnberger Wappen
| Wappen | Status   | Name     | VG / Kreis / Regierungsbezirk | Bundesland | Besonderheiten                                  |
| ------ | -------- | -------- | ----------------------------- | ---------- | ----------------------------------------------- |
|        | Gemeinde | Leinburg | Nürnberger Land               | Bayern     | wird offiziell als „Jungfrauenadler“ bezeichnet |